# خورخي كاناس
خورخي كاناس (بالإسبانية: Jorge Cañas)‏ هو لاعب كرة قدم سلفادوري، ولد في 12 ديسمبر 1942 في سانتا آنا مونيسباليتي في السلفادور، وتوفي في 17 أغسطس 1997. شارك مع منتخب السلفادور لكرة القدم. أما مع النوادي، فقد لعب مع نادي سانتانيكوس أسوشيتد.